# كاجومي هيغوراشي
كاجومي هيغوراشي (باليابانية: 日暮かごめ) هي شخصية خيالية من أنمي إنيوشا وهي طالبة. انتقلت إلى عصور اليابان القديمة من خلال البئر في معبد هيغوراشي لتلتقي بإينوياشا. تمتلك قوة خاصة تتمثل في قدرتها على استعمال الجوهرة المقدسة، وهي نسخة روحية لكيكو، وهي ترى أجزاء جوهرة الشيكون نو تاما، كما أنها تحب انوياشا.

## التنقل عبر الزمن
فقدَ أخوها قطه فذهبت تبحث عنها في المعبد عند البئر فسحبها شيطان إلى داخل البئر فخرجت منه إلى العصر القديم.

## كاجومي وإينوياشا
رأت كاجومي إينوياشا لأول مرة عندما كان إينوياشا مختومًا على الشجرة، بسبب السهم الذي أطلقته كيكيو عليه قبل خمسين عاما، حررت كاجومي إينوياشا من الختم ليساعدها في التخلص من الوحش.

## جوهرة الشيكون نو تاما
ظهرت جوهرة الشيكون نو تاما من جسد كاجومي عندما جرحها الوحش.

## علاقات كاجومي مع الأخرين

### إينوياشا
في البداية كان إينوياشا يريد الجوهرة من كاجومي، لكنه لا يستطيع لأن كاجومي تخضعه بكلمة اجلس ( بسبب السبحة التي وضعتها كايدي، أخت كيكيو، على عنق إينوياشا) , عندما تنكسر الجوهرة إلى أجزاء، تتعاون كاجومي مع إينوياشا في جمع أجزاء الجوهرة، تتحول علاقة إينويشا وكاجومي إلى حب. كما أن إينوياشا يغار على كاجومي من كوجا ، الذئب الشيطاني عندما يغازل كاجومي

### كيكيو
كاجومي تغار من كيكيو لأن إينوياشا يحب كيكيو أيضا، كما أن كاجومي تشبه كيكيو كثيرا.

### صديقات كاجومي
كاجومي فتاة لطيفة مع صديقاتها في المدرسة.

### والدة كاجومي
والدة كاجومي طيبة، وتتفهم مشاعر كاجومي.

## النهاية
في النهاية سوف تتخرج كاجومي من الثانوية وتتزوج من إينوياشا.

## وصلات خارجية
- كاجومي على موقع ميوزك برينز (الإنجليزية)

كاجومي هيغوراشي - ويكيا.